# Tarfala

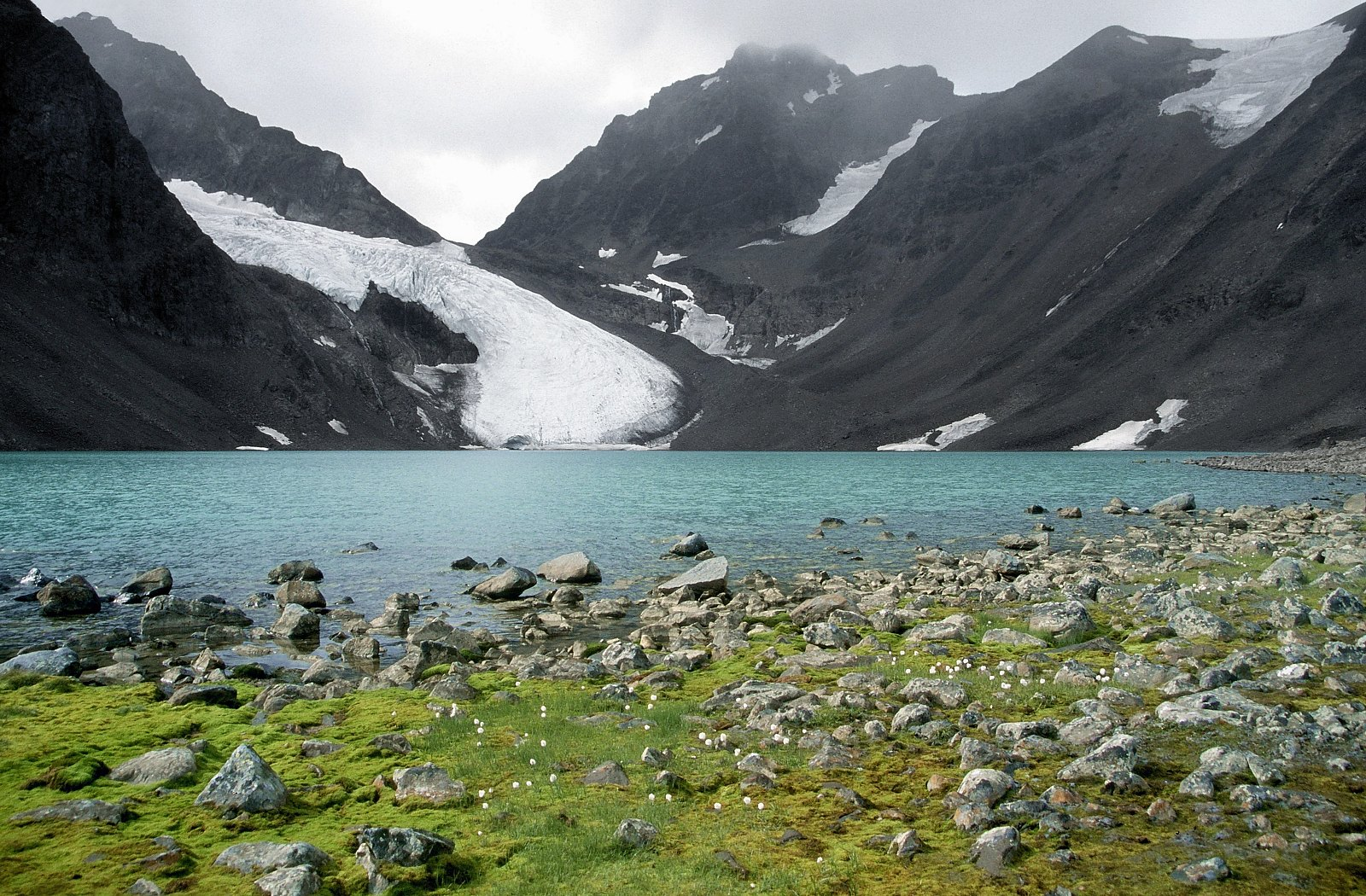
Der Tarfalasee mit dem Kebnepakteglaciär und dem Kaskasapakte (2076 m).

Tarfala ist die Bezeichnung für einen Talkessel in der historischen nordschwedischen Provinz Lappland im Kebnekaise-Gebiet. Drei markante Gletscher münden in das Tal, weitere Gletscher liegen in der Umgebung. Inmitten des Talkessels liegt die international bekannte Tarfala Research Station der Universität Stockholm, die aus einem Dutzend Gebäuden besteht und gegenüber der drei Gletscherzungen liegt. Sie besitzt eine Pionierrolle bei der Untersuchung des Massenhaushalts subarktischer Gletscher, des Hochgebirgsklimas in Lappland und der Permafrostverbreitung in den Gebirgen Skandinaviens. Unweit davon befindet sich der Tarfalasee mit der Tarfala-Hütte der Svenska Turistföreningen. Das Gebiet liegt rund 150 km nördlich vom Polarkreis.

## Gletscher

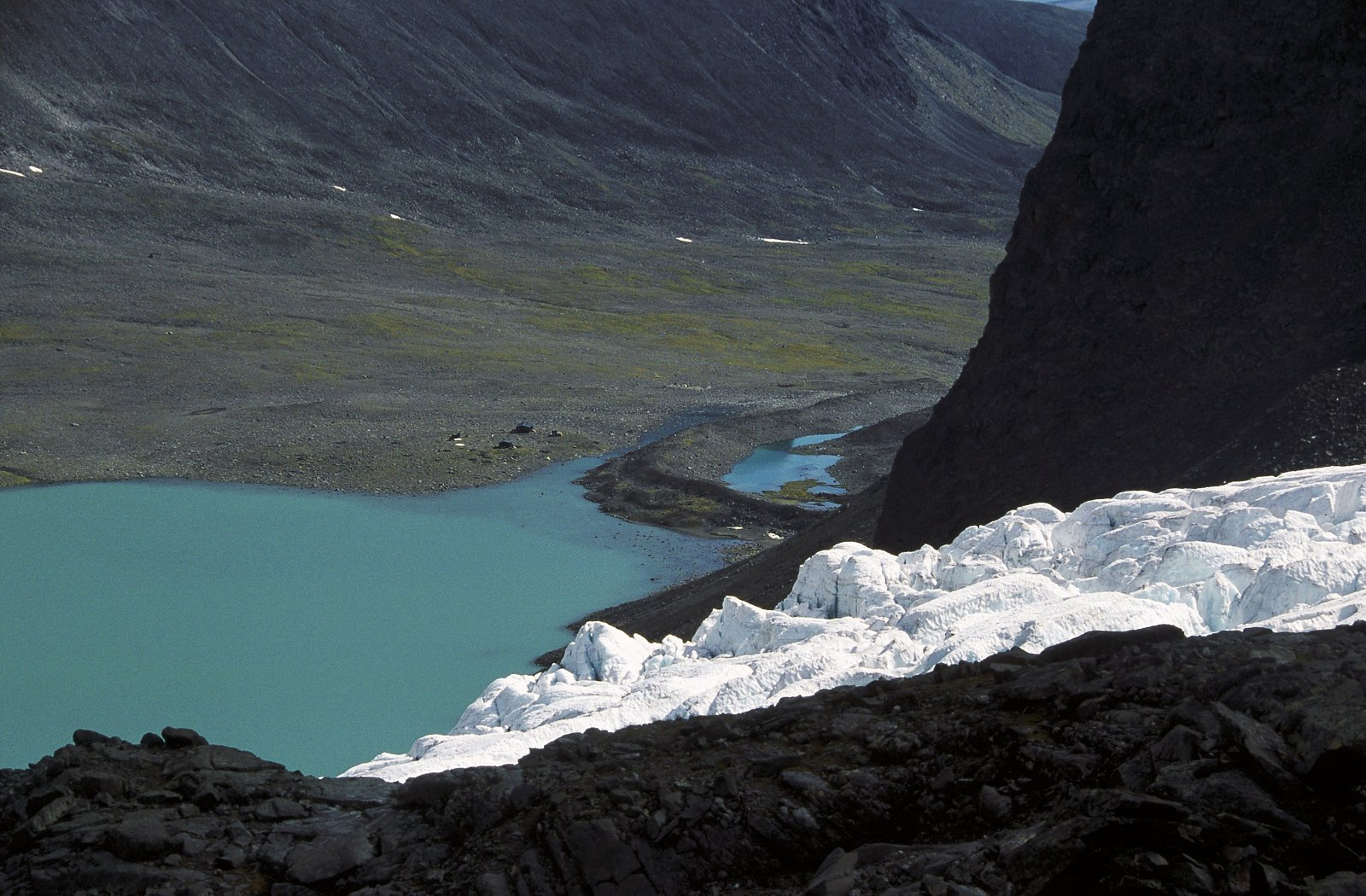
Zunge des Kebnepakteglaciären mit Blick auf den Tarfalasee.

Die Gebäude der Tarfala Research Station befinden sich auf rund 1140 m Höhe, gegenüber liegen die Gletscher Storglaciären, Isfallsglaciären und Kebnepakteglaciären. Östlich und oberhalb der Forschungsstation liegt der Tarfalaglaciären. Der bekannteste und auch meistuntersuchte Gletscher ist der Storglaciären, an dem seit 1945/46 jährlich Massenbilanzstudien durchgeführt werden. Unterhalb der Gletscherzunge befindet sich eine Abflussmessstation.
Seit Beginn der Messungen leitete der schwedische Glaziologe Valter Schytt die Station, baute diese sukzessive aus und veröffentlichte regelmäßig die Ergebnisse der Massenbilanzuntersuchungen. Valter Schytt  verstarb während eines Winterbesuchs auf der Station im Jahre 1985. Die Messungen der Winter- bzw. Sommerbilanz werden jedes Jahr bis heute fortgeführt und bilden die längste lückenlose Massenbilanz-Messreihe eines subpolarten Gletschers.

## Klima
Aufgrund der Höhenlage ist das Klima in Tarfala als polares Tundrenklima (effektive Klimaklassifikation: ET) zu bezeichnen, da kein Monat eine Durchschnittstemperatur von über 10 °C erreicht. In der hochalpinen Umgebung liegen die Berge Kaskasapakte, Drakryggen und der Kebnekaise, mit rund 2100 Metern Höhe der höchste Punkt Schwedens. Da die Station östlich und somit im Regenschatten davon liegt, sind die jährlichen Niederschlagssummen mit weniger als 550 mm sehr gering, Auch die Kuppen und Hochflächen der Umgebung sind im Winter kaum schneebedeckt, der Treibschnee sammelt sich in Mulden und Tälern. Das Klima zeigt im Vergleich zu den Regionen westlich des Kebnekaise kontinentalen Charakter.
|                        | Jan   | Feb   | Mär   | Apr  | Mai  | Jun  | Jul  | Aug  | Sep  | Okt  | Nov  | Dez   |   |       |
| Mittl. Temperatur (°C) | −11,8 | −11,3 | −10,6 | −7,5 | −1,9 | 3,2  | 6,4  | 5,3  | 0,8  | −3,9 | −7,9 | −10,7 | ⌀ | −4,1  |
|                        |       |       |       |      |      |      |      |      |      |      |      |       |   |       |
| Niederschlag (mm)      | 29,3  | 26,5  | 26,8  | 27,0 | 35,1 | 48,8 | 87,1 | 77,9 | 57,0 | 51,4 | 41,7 | 34,3  | Σ | 542,9 |

|  |

|  |

|  |

|  |

|  |

|  |

|  |

|  |

|  |

|  |

|  |

|  |

|  |

|  |

|  |

|  |

|  |

|  |

|  |

|  |

|  |

|  |

|  |

|  |

## Permafrost

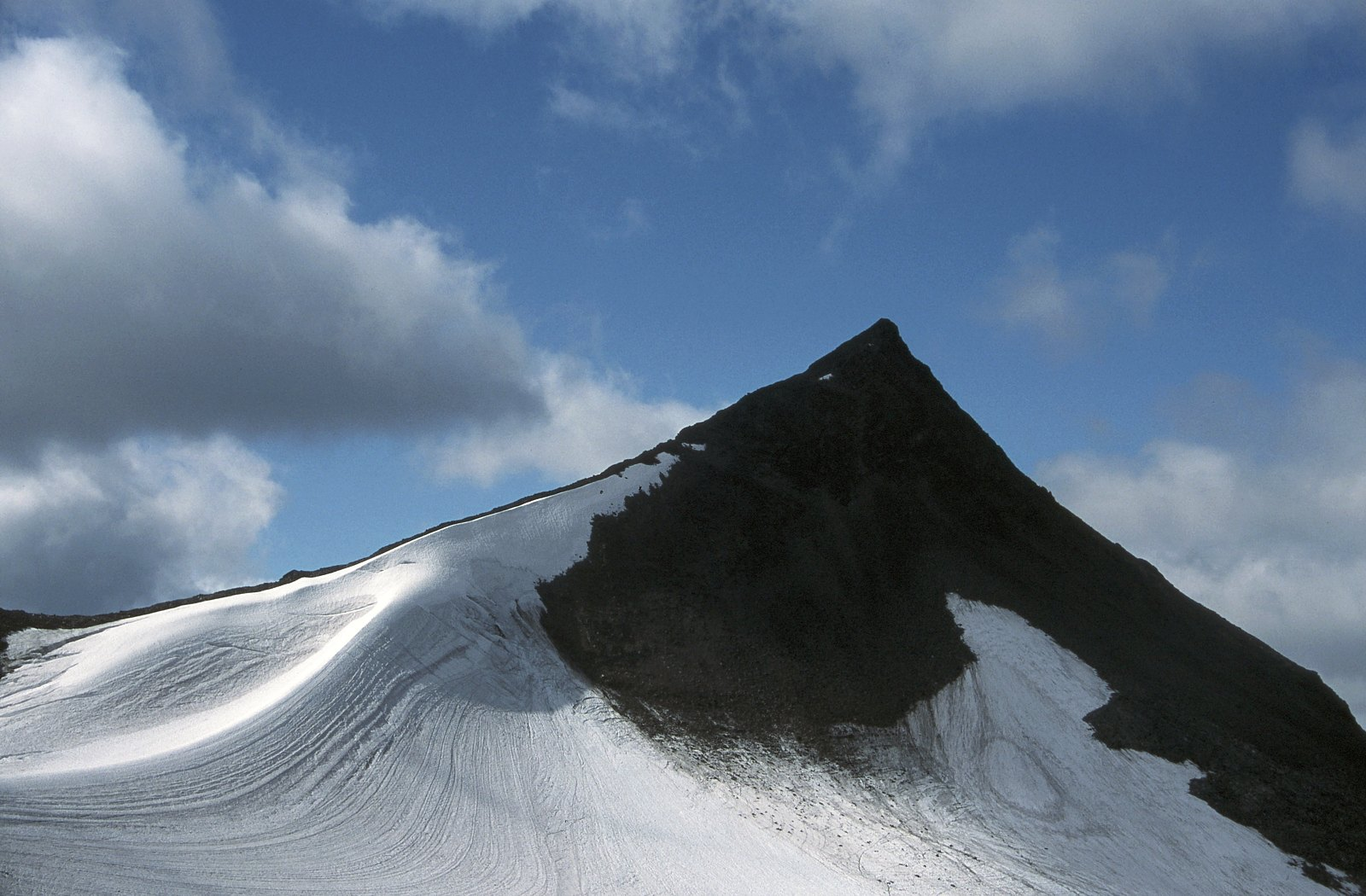
Der Berg Drakryggen (1821 m).

Während Vorkommen von Permafrost in Palsamooren bereits zu Beginn des 20. Jahrhunderts bekannt waren und skandinavische Wissenschaftler auf Spitzbergen auch aufgrund der reichen Kohlevorkommen Permafroststudien durchführten, wurde bis Anfang der 1980er Jahre bezweifelt, dass es in den skandinavischen Gebirgen alpinen Permafrost gibt. Die niedrige mittlere jährliche Lufttemperatur von −4,1 °C ist zusammen mit den geringen Niederschlägen in Tarfala jedoch kennzeichnend für ein Gebiet mit verbreitet auftretendem alpinem Dauerfrostboden. Dies wurde erstmals 1977 durch geophysikalische Prospektion nachgewiesen. Die Untersuchungen wurden danach über mehrere Jahre hinweg systematisch auf die wichtigsten Teilgebiete der Skanden ausgedehnt und ergeben dadurch ein Gesamtbild der Verbreitung von Gebirgspermafrost in Skandinavien. Tarfala ist daher für die skandinavische Permafrostforschung ein Referenzgebiet.
Im Jahr 1999 wurde Im Rahmen eines EU-Projektes eine 100 Meter tiefe Bohrung im Fels oberhalb der Forschungsstation Tarfala auf 1540 m Höhe in der Nähe des Tarfalaglaciären durchgeführt.  Die mittlere jährliche Lufttemperatur liegt hier bei etwa −6,9 °C, was auf einen Raum mit kontinuierlichem Permafrost von mehreren hundert Metern Mächtigkeit hinweist.  In dem 100 Meter tiefen Bohrloch nehmen 30 Thermistoren kontinuierlich Temperaturmesswerte auf, dabei liegt noch in 100 Meter Tiefe die ganzjährig stabile Felstemperatur bei −2,75 °C. Dies bedeutet entsprechend der hier gemessenen Temperaturzunahme mit der Tiefe von 1,17 °C pro 100 Meter, dass der Permafrost rund 330 m tief reicht. Dies bestätigt eindrücklich die Ergebnisse der 20 Jahre zuvor erfolgten geophysikalischen Prospektion.
Im Messzeitraum 2000 bis 2011 sind die Bohrlochtemperaturen in den obersten 50 m signifikant angestiegen, eine Auswirkung des Klimawandels. Auch mittels fotografischer Aufnahmen lässt sich die negative Massenbilanz des Storglaciären als Folge des Klimawandels über insgesamt 135 Jahre hinweg rekonstruieren.  Die Forschungsstation Tarfala mit den langjährigen Messreihen zu Gletscher, Klima und Permafrost bleibt auch in Zukunft eine Referenzstation für den Klimawandel in Lappland.